# Corps Palatia München
Das Corps Palatia München ist eine Studentenverbindung im Münchner Senioren-Convent. Das Corps ist Mitglied des Kösener Senioren-Convents-Verbands und steht zu Mensur und Couleur. Es vereint Studenten und Alumni der Münchener Hochschulen. Die Corpsmitglieder werden Münchener Pfälzer genannt.

## Farben und Zirkel

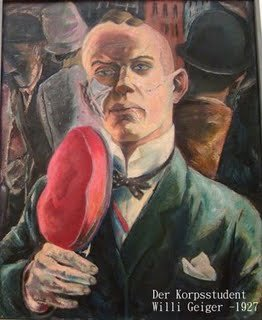
Pfälzerfuchs, gemalt von Willi Geiger (1927)

Palatia hat die Farben hochrot-königsblau-silberweiß mit silberner Perkussion. Dazu wird eine rote Mütze getragen. Die Füchse tragen ein Fuchsenband in hochrot-königsblau.
Ihr Zirkelspruch lautet: „Circulus fratrum Palatiae vivat“ (lat. Der Kreis der Pfälzer Brüder lebe) bzw. „Vivat, crescat, floreat“ (lat. Er lebe, wachse, gedeihe). Der Wahlspruch lautet „Fortuna virtutis comes!“ (lat. Das Glück begünstigt den Tapferen/den Tüchtigen), der Waffenspruch „Ensis sit noster vindex!“ (lat. Das Schwert sei unser Rächer!).

## Geschichte

### Landshut
Studenten aus der Oberpfalz stifteten am 20. Juni 1813 an der damaligen Universität Landshut, der Landesuniversität im Königreich Bayern, eine pfälzische Landsmannschaft. Um ihre Herkunft zu kennzeichnen, wählten sie hochrot für Regensburg, die Hauptstadt der Oberpfalz, königsblau und silberweiß für Bayern als Farben. Im Herbst 1826 wurde die Landesuniversität von Landshut nach München verlegt und am 15. November 1826 wiedereröffnet. Auch die damals vier Corps übersiedelten nach München und wurden durch königliches Reskript vom 31. Juli 1827 offiziell anerkannt.

### Die Affäre um Lola Montez
1847 geriet die Palatia in den Skandal um Lola Montez, die Konkubine König Ludwigs I. von Bayern. Montez begann 1847 eine sexuelle Beziehung mit dem damaligen Pfälzer-Senior Elias Peißner und konnte ihn sowie einige seiner Corpsbrüder dazu bringen, sich ihr als Leibgarde unter dem neuen Corpsnamen Alemannia anzuschließen. Als die Beteiligten deswegen aus der Palatia ausgeschlossen wurden, folgte die königliche Aufforderung, dies wieder rückgängig zu machen. Da die Palatia dies verweigerte und schließlich auch alle anderen Münchener Corps die Alemannia anfeindeten, kam es zu Unruhen in der Universität sowie zu Protesten der Münchner Bevölkerung. Unter anderem unterzeichnete Karl von Schrenck von Notzing, bayerischer Justizminister und Alter Herr der Palatia, ein Memorandum gegen Lola Montez und trat im Februar 1847 mit allen anderen Ministern aus dem Staatsdienst zurück.
Am 9. Februar 1848 verordnete Ludwig die sofortige Schließung der Universität München bis zum Wintersemester 1848/49 und befahl allen Studenten, die Stadt binnen drei Tagen zu verlassen. Am 10. Februar 1848 zogen Studenten und andere Bürger vor die Residenz und es kam zu Unruhen in der Stadt. Aufgrund des öffentlichen Drucks wurde die Universität am nächsten Tag wieder geöffnet und der König entschloss sich, seine Geliebte ins Exil zu schicken, die am 11. Februar in die Schweiz flüchtete. Die Unruhen im Umfeld der Märzrevolution weiteten sich bis zum Sturm auf das Münchener Zeughaus am 4. März 1848 aus. Am 16. März 1848 folgten erneute Unruhen, denn Montez war nach der Verbannung wieder nach München gekommen. Ludwig musste sie am 17. März per Fahndungsaufruf polizeilich suchen lassen. Schließlich musste König Ludwig I. am 20. März 1848 zugunsten seines Sohnes Maximilian II. abdanken.

### Das Corps im Kösener SC-Verband
1862 wurden die Münchener Corps, darunter auch Palatia, Mitglied des Kösener Senioren-Convents-Verbandes, der seit 1848 die Senioren-Convente mehrerer Universitäten vereinte. In den 1870er Jahren nahm Palatia Beziehungen zu Corps in anderen Universitätsstädten auf, so 1877 zu Suevia Freiburg, und pflegte einen regen Austausch von Mitgliedern. Am 18. Mai 1877 wurde formell die Umwandlung vom Lebenscorps zum Waffencorps vollzogen. 1882 wurde wieder das Lebenscorpsprinzip in der Konstitution festgeschrieben, das den Pfälzern die Mitgliedschaft in anderen Corps untersagte. Zugleich wurde auch das offizielle Verhältnis mit Suevia Freiburg beendet. 1901/02 erfolgte der Bau eines eigenen Corpshauses in der Reitmorstraße in München-Lehel. Während des Ersten Weltkriegs wurde der aktive Corpsbetrieb eingeschränkt. Auf dem Corpshaus war von 1915 bis 1917 ein Unterhaltungsheim für Verwundete untergebracht.

### NS-Zeit
Wegen zunehmender Repressionen durch das NS-Regime stellte Palatia am 18. Mai 1936 den aktiven Betrieb offiziell ein. Mensuren wurden noch bis ins Jahr 1937 geschlagen. Die Altherrenschaft übernahm 1938 die Betreuung der NS-Kameradschaft Friedrich Friesen, die ihr Domizil auf dem Pfälzerhaus fand. Rund 70 % der Alten Herren gehörten zugleich der Kameradschaft an, die zunehmend korporative Züge annahm. Sie stellte sich in die Tradition des Corps, focht aber keine Bestimmungsmensuren.

### Corpsbetrieb ab 1948
Am 20. Januar 1948 wurde das Corps rekonstituiert und schon 1953 konnte das neue Haus in der Königinstraße bezogen werden. Seit 1969 sind wieder Mehrfachmitgliedschaften mit anderen Corps zugelassen.

## Auswärtige Beziehungen
Als kreisfreies Corps unterhält Palatia heute Freundschaftsverhältnisse mit Saxonia Wien (seit 1920) und Teutonia Graz (seit 1993). Nach 1990 entstand ein Vorstellungsverhältnis mit Visigothia Rostock, welches im Juli 2012 ebenfalls in ein Freundschaftsverhältnis aufgewertet wurde.

## Corpshaus

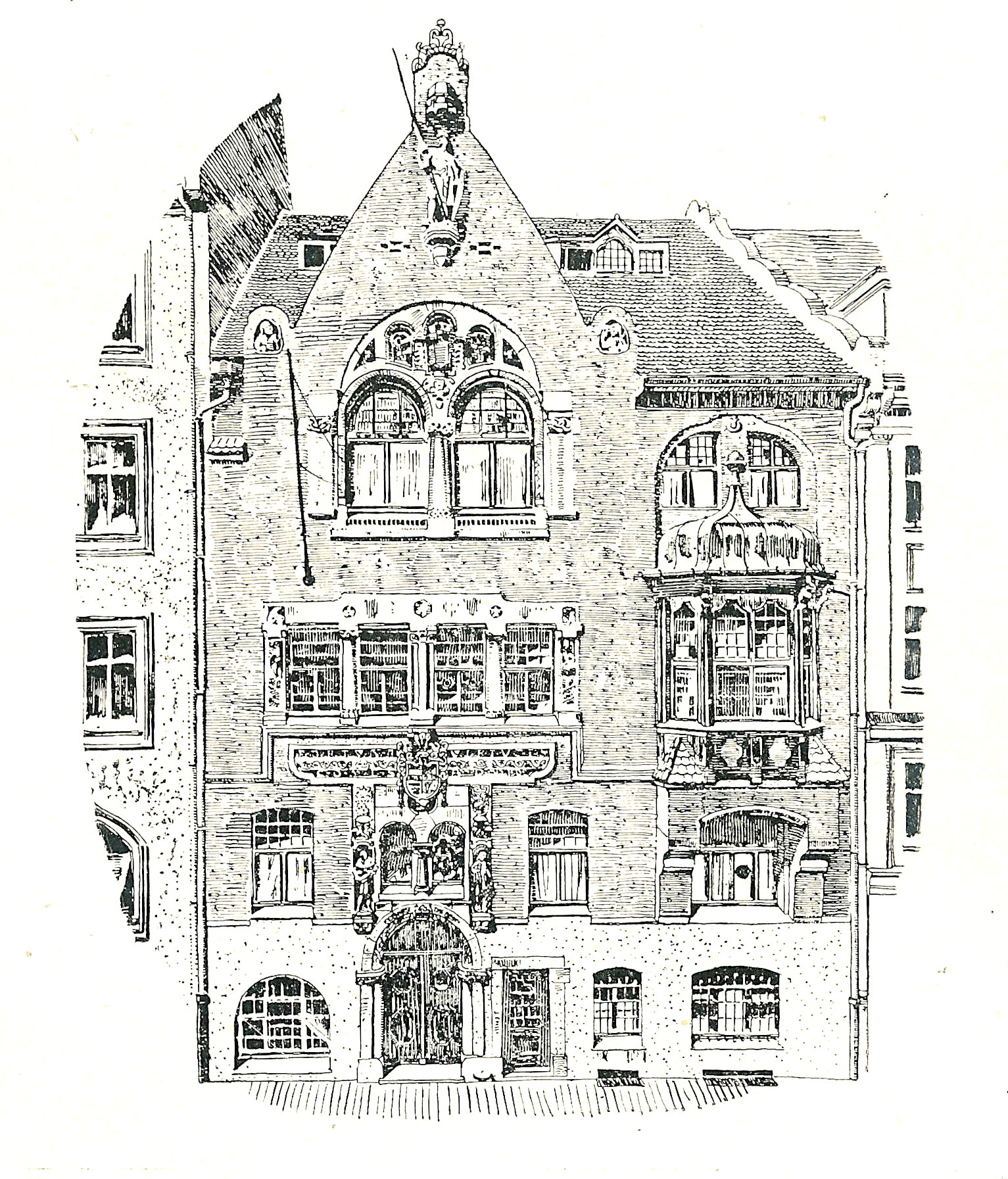
Das erste Haus des Corps Palatia München in der Reitmorstraße 28

Das heutige Corpshaus in der Königinstraße 49 wurde am 6. Dezember 1958 seiner Bestimmung übergeben. Es ersetzte das alte Corpshaus in der Reitmorstraße, welches von Eugen Drollinger erbaut und im Zweiten Weltkrieg zerstört wurde. Auf dem 1948 erworbenen Grundstück wurde schon 1953 in einem ersten Bauabschnitt ein einstöckiges Gebäude mit Kneipe, Speise- und Conventzimmer, Paukkeller, Küche und Hausmeisterwohnung errichtet. Der viergeschossige Ausbau erfolgte von Frühjahr bis November 1958.

## Mitglieder
In alphabetischer Reihenfolge
- Adolf Ammon (1874–1958), Industrieller
- Robert von Benda (1816–1899), MdR
- Anton Besold (1904–1991), Politiker (Bayernpartei, CSU)
- Gerhard Ludwig Binz (1895–1963), Jurist
- Gottfried Brem (* 1953), Veterinärmediziner, Hochschullehrer in München und Wien
- Wilhelm Dennler (1902–1960), Jurist
- Friedrich du Prel (1798–1891), bayerischer Regierungsbeamter
- Alois von Erhardt (1831–1888), Erster Bürgermeister von München
- Ludwig Freiherr von Godin (1814–1898), fürstlich hohenzollernscher Hofkammerpräsident
- Albert Gollwitzer (1876–1964), Eisenbahner und Maschinenbauer
- Max Grasmann (1875–1942), Chirurg
- Franz von Greßer (1807–1880), Kultusminister Bayerns
- Eugen Gura (1869–1944), Schauspieler
- Oskar Haberstumpf (1886–1958), Vorstand der Mittleren Isar AG
- Aloys Hafenbrädl (1817–1883), Richter, MdR
- Georg Haindl (1881–1958), Papierfabrikant und Wirtschaftspolitiker
- Georg Haindl (1914–1970), Unternehmer, Präsident der Industrie- und Handelskammer Augsburg
- Josef Heldmann (1835–1910), Bürgermeister und Ehrenbürger von Amberg
- Georg Herzog (1884–1962), Pathologe
- Anton Holzhey (1875–1945), Papierfabrikant
- Otto Löscher (1910–1970), Bundesrichter am BGH
- Wilhelm Muehlon (1878–1944), deutscher Rüstungsindustrieller und Diplomat
- Adolf von Neuffer (1845–1924), Regierungspräsident der Pfalz
- Ludwig August von Müller (1846–1895), bayerischer Kultusminister
- Max von Pausch (1842–1934), Ministerialbeamter in Bayerns Finanzverwaltung
- Friedrich von Podewils (1804–1863), Regierungspräsident
- Wilhelm Riedner (1877–1954), Bibliotheksdirektor der TH München
- Franz Ruland (1901–1964), MdB
- Gregor von Scherr (1804–1877), Erzbischof von München und Freising
- Karl von Schrenck (1806–1884), Mitglied der Frankfurter Nationalversammlung, bayerischer Staatsminister, MdR
- Franz von Seitz (1811–1892), Pharmakologe, Rektor der Universität München
- Ferdinand von Soyer (1810–1868), Zollbeamter in der Pfalz, MdR
- Georg Sparrer (1877–1936), Apotheker, MdR
- Wolf Steininger (1907–1999), Oberbürgermeister von Amberg
- Kaspar von Steinsdorf (1797–1879), Erster Bürgermeister von München
- Ludwig Stenglein (1869–1936), Jurist, Ankläger im Hitler-Prozess
- Ludwig Vanino (1861–1944), Chemiker
- Klemens von Waldkirch (1806–1858), Diplomat und Staatsmann
- Franz Jacob Wigard (1807–1885), Mitglied der Frankfurter Nationalversammlung, MdR
- Josef Würdinger (1822–1889), Militärhistoriker, erster Direktor des Bayerischen Armeemuseums
- Heinrich Zapf (1871–1949), Richter am Reichsfinanzhof